# کمیجان
کُمیجان یا کمجان، که در گذشته با عنوان قمیان نیز شناخته می‌شد، شهری است که در استان مرکزی با ۷۵ کیلومتر قرار دارد.
این شهر در ۷۵ کیلومتری شهر اراک قرار دارد و درآمد غالب مردم شهر کمیجان کشاورزی می‌باشد. این شهر جاذبه‌هایی مانند قلعه خاندان بهادری، قلعه عیسی بهادری، محله یزدی‌ها، تپه‌های باستانی چهرگزی، زادگاه شاعر معروف فخرالدین عراقی، شیخ دیلی، محمود بلاغی، قوش دره، مزرعه احمدآباد، باغات گسترده انار و… می‌توان نام برد. کمیجان در دامنه کوه سر به فلک کشیدهٔ وفس قرار دارد و تپه‌های بزرگی چون چهرگزی و امام یالی از سمت شمال شرقی و شرق آن را احاطه نموده است؛ یکی از دلایل خوش‌نام شدن و شهرت این شهر نسبت ورود سید محمدحسین حسینی به این شهر می‌باشد

## نام
سه حالت می‌تواند برای نام‌گذاری کمیجان متصور باشد و این دو حالت دارای تفاوت زمانی زیادی با یکدیگر می‌باشد:
- در حالت اول: قم را قدیم با لفظ کم و اهالی قم را کمیج یا کمج می‌خوانند، از این رو لهجه قمی را نیز کمیج می‌خوانند و شهر کمیجان در ابتدا شامل قمیان ساکن در اراک بود از رو کمیجان نامیده شد و در گذر زمان با ورود بقیه افراد به این شهر معنای لغوی خود را کم‌کم از دست داد.
- در حالت دوم: اگر منسوب بودن آن به قبایل کمیجیان از اهالی ولایت چغان ماوراءالنهر را بپذیریم، در آن صورت باید این نام‌گذاری را مربوط به قرن چهارم هجری و همزمان با آمدن امیر ابوعلی چغانی سپهسالار خراسان (که پسر امیر ابوبکر چغانی بود) بدانیم که پس از فتح گرگان و ری در سال‌های ۳۲۸ و ۳۲۹ ه‍.ق برقسمتی از بلاد عراق و جبال که در این سال‌ها در دست دیلمیان زیاری بود و شامل قزوین و زنجان و قم و کرج (کرج ابودلف در حوالی اراک فعلی است) و همدان (متعاقبا کمیجان نیز که در درون این محدوده‌ها قرار داشت) و دینور می‌شد، دست یافت. به این ترتیب کم‌کم پای ترکان به مرکز کشور ایران و بخصوص چغانیان به حوالی عراق و جبال باز شد.[۴]
- حالت سوم: اگر به منسوب بودن آن به فردی بنام کمی از زمان هخامنشیان قائل باشیم این معنی را دارد که کمیجان (کمی+گان) دارای تاریخ بسیار قدیمی و باستانی است. کمی و میلاد دوبرادر از نوادگان سلسله هخامنشی بوده‌اند که به این منطقه آمده‌اند. کمی محل فعلی کمیجان و میلاد محل فعلی میلاجرد (میلاد+گرد) واقع در شمال باختری (۱۸ کیلومتری جنوب باختری) کمیجان را تصاحب و آباد نموده‌اند.

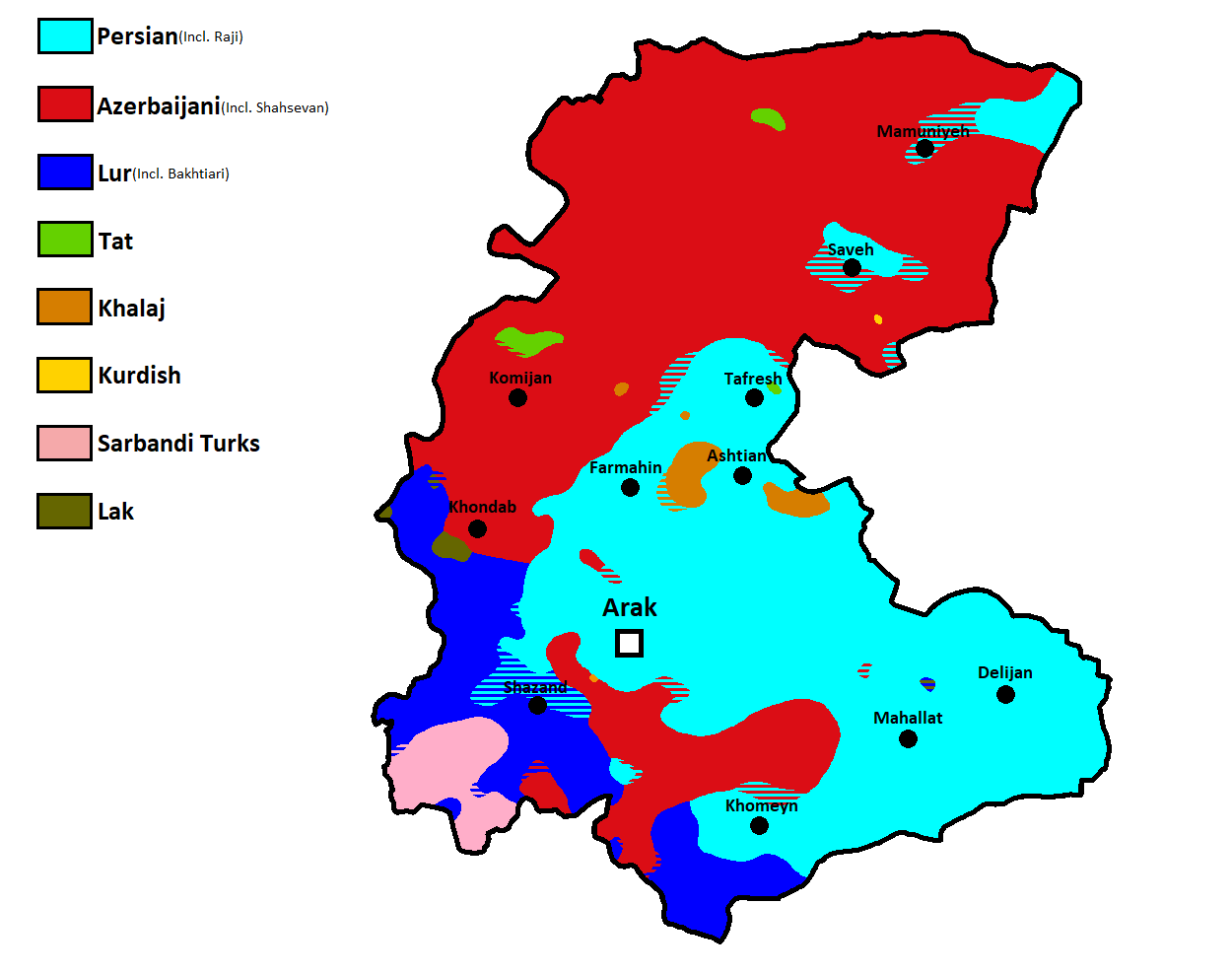
پراکنش اقوام در مرکزی

## زبان
حال حاضر زبان مورد تکلم مردم منطقه کمیجان و برچلو یا بزچلو، تاتی است و البته لازم بذکر است که ترکی ناحیة کمیجان به دلیل احاطه شدن با فارسها بشدت به کلمات فارسی مخلوط شده است.و در برخی از روستاهای کمیجان مردم به زبان تاتی سخن می‌گویند.

## محله‌های کمیجان
- قلعه

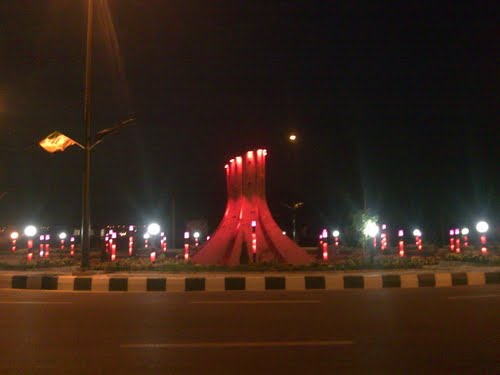
میدان دانشگاه آزاد در شب

  - محله قلعه بالاترین نقطه این شهر حساب می‌شود و از نظر بافت شهری محله‌ای قدیمی است که به بام کمیجان معروف است. این محله در گذشته دارای دیوار حائل و دروازه‌های چوبی اختصاصی بود. یک دروازه در جنوب، ارتباط این محله با محله انار را کنترل می‌کرد و دروازه شمالی، موجب ارتباط با بخش مرکزی کمیجان می‌شد. اکنون این دروازه‌ها جمع‌آوری شده‌اند اما انسجام خانه‌ها و نقشه درونی محله نشان از یک «قلعه شهر» کوچک دارد که در درون خود دسترسی به مسجد و سایر فضاهای عمومی را بصورت اختصاصی بدون خروج از قلعه برای ساکنین محله فراهم می‌نموده است. مشهورترین طائفه‌های ساکن قلعه خاندان بهادری و کمیجانی هستند.

- محله گل ایچی

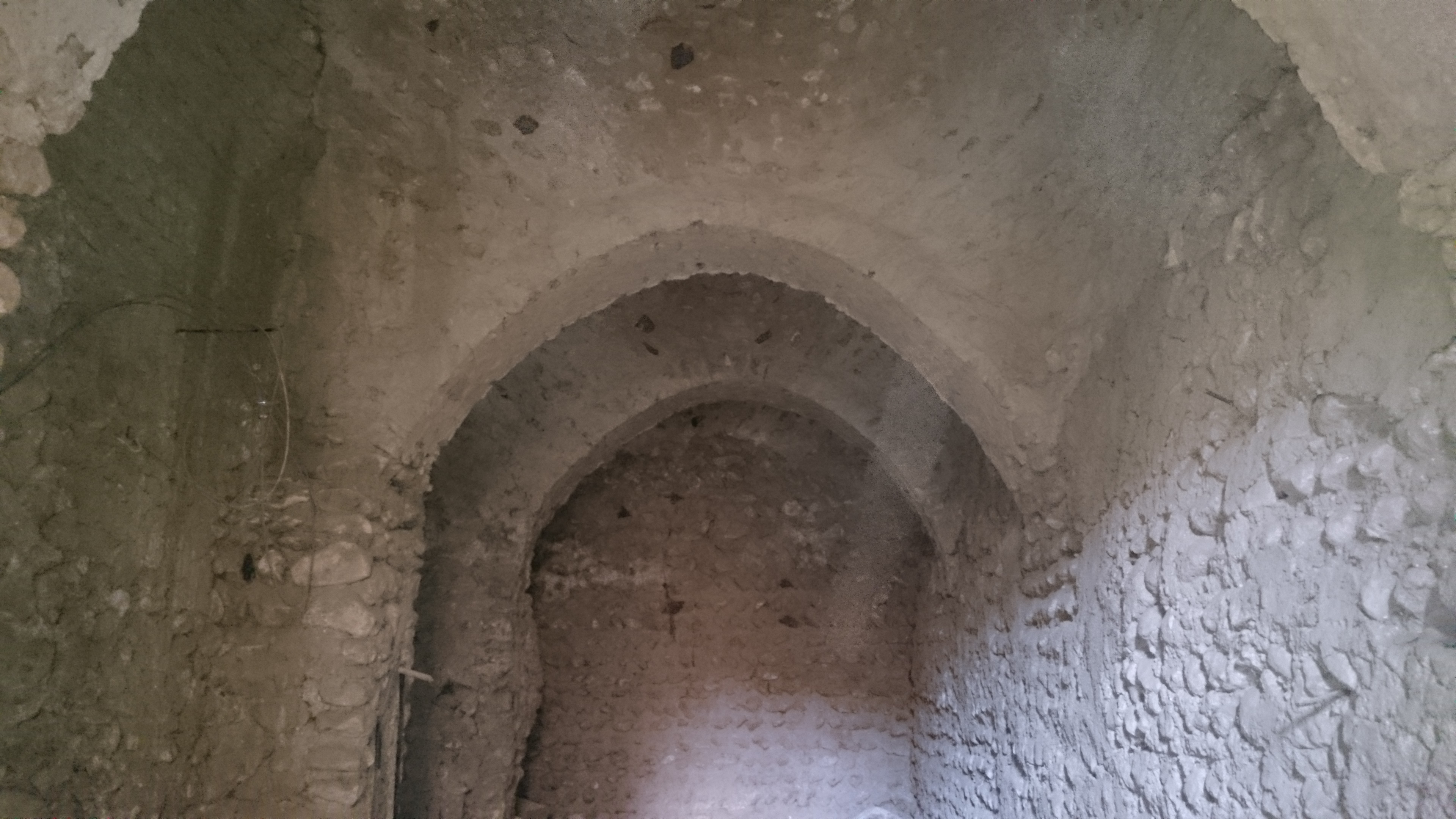
یخچال قدیمی یخاره حاصار

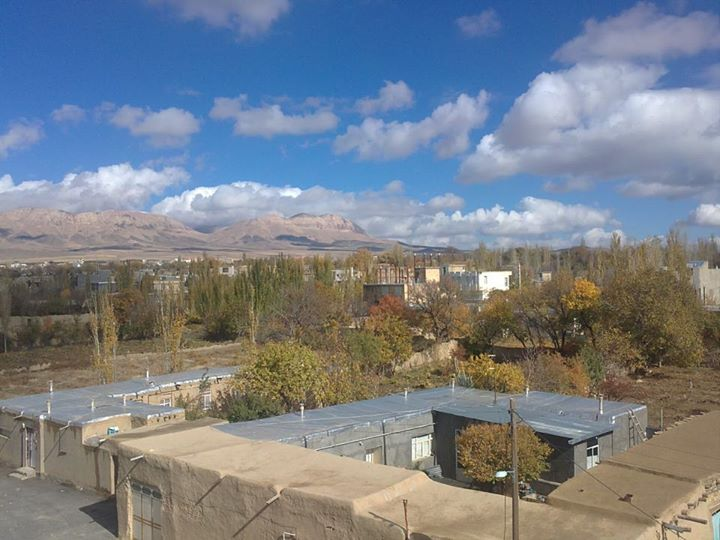
کمیجان از محله قلعه

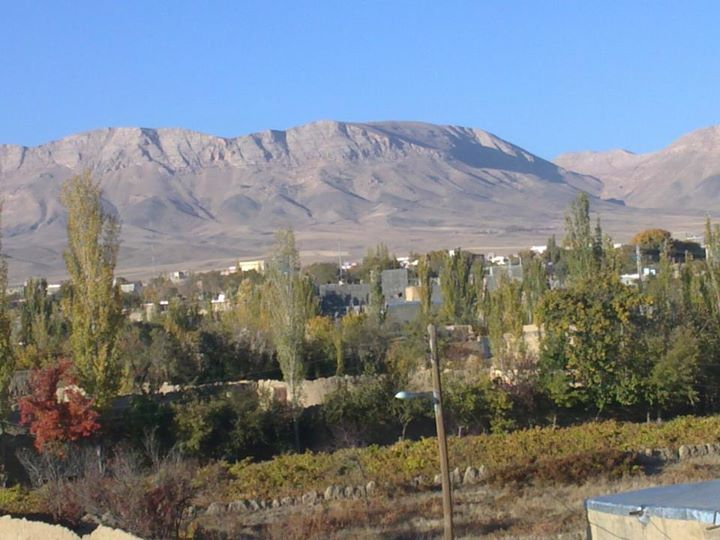
کمیجان محله قلعه با نمای زیبای کوه وفس

  - این محله که مسجد جامع فعلی در آن محل بنا شده است، از محله‌های قدیمی محسوب می‌شود و آرامستان کمیجان و مزار شهدا نیز در مجاورت این محله و مسجد در ناحیه شمال شرقی کمیجان واقع شده است.
- کهنه قلعه
  - این محله بین محلهٔ نجارلار و نزدیک به چهار راه مهدیه از سمت خیابان ۱۶ متری انقلاب قرار دارد که یکی از محله‌های قدیمی کمیجان محسوب می‌شود. در این محل مسجدی به نام مسجد صاحب الزمان قرار دارد که آن مسجد هم از مسجدهای قدیمی و بزرگ کمیجان به حساب می‌آید که اکنون محل برقراری نماز جمعه نیز هست.
- یوخاری حاصار (بالامحله)
  - این محله در زمان قدیم بالاترین محله کمیجان بوده وبه این دلیل محله بالا نام گرفته در این محله دو مسجد با نام‌های مسجد موسی بن جعفر قدیم و جدید وجود دارد که مسجد قدیم بالای ۲۰۰ سال قدمت دارد که درکوچه شهید امینی است در قسمت شرق آن باغ‌های زهیر آباد و درقسمت جنوبی آن باغ‌های مرکزی کمیجان که تا محله‌های نجارها و کهنه قلعه ادامه دارد این محله دارای یک یخچال قدیمی زیر زمینی با بیش از ۲۰۰ سال قدمت تاریخی است که در ملک آقای امان‌الله کمیجانی وجود دارد و هنوز از آن برای نگهداری بعضی از مواد غذایی مانند ترشیجات استفاده می‌شود. این یخچال به دستور میرزا اصغر دفتردار عاصم السلطنه ساخته شده است. این یخچال در گذشته در فصل سرما پر از یخ شده تا در تابستان از آن استفاده شود و جالب است که بدانیم استفاده از آن برای تمام عموم مردم آزاد و رایگان بوده و در انحصار خان نبوده است بلکه به دستور میرزا اصغر از خاندان رشیدی برای رفاه مردم ساخته شده است. این یخچال هنوز پابرجاست.
- عیسی آباد سویه (محله سراب عیسی‌آباد)
  - بزرگ‌ترین محله کمیجان می‌باشد و این محله در مرکزی‌ترین نقطه شهر است این محله به خاطر شریک بودن آب با محله عیسی آباد به عیسی آباد سویه نام گرفت که از نام قدیمی این محله است و اکنون به محله سراب معروف است. جنوب این محله به باغ‌های این محله ختم می‌شود که آشاقه باغلار نام برده می‌شود و ساکنین این محله علاوه بر این باغ‌ها در منطقه حسن‌آباد نیز باغ دارند.
- نجارلار
  - این محله بین محله کهنه قلعه و یوخاره حاصار (علیا محله) قرار دارد؛ که امروزه کمتر از این محله در کمیجان نام برده می‌شود در گذشته گروهی از شهروندان که همگی نجار بیشه بودند تحت عنوان نجارها در این محله زندگی می‌کردند و از محلات کوچک شهر است.
- علی قلی بک
  - استخر قنات علیقلی بیگ که از دامنه غربی دشت حسن‌آباد منشأ می‌گرفت در این محله قرارداشت و آب آن پس از جمع شدن در استخر، دشت عیسی آباد را آبیاری می‌کرد و این محله را به همین نام نهاده‌اند. این محله در حدفاصل عیسی آباد و کمیجان قرار دارد و در اتصال ایندو نقش مهمی ایفا کرده است و افرادی که در ان سکونت دارند بیشتر به شغل‌های فنی و کارگاه‌های تولیدی روی آورده‌اند.
- عیسی آباد
  - عیسی آباد در اصل روستایی جدا از کمیجان و در غرب آن واقع بود ولی با توجه به فاصله بسیار کم، به مرور با ساخت و ساز اماکن مسکونی و تجاری به کمیجان متصل شد و به یکی از محلات بزرگ کمیجان تبدیل گردید. این محله اکنون از جمله محله‌های بزرگ شهر است که مردم آن بیشتر به دامداری و کشاورزی و در مواقعی تجارت و کارهای ساختمانی مشغولند. بزرگ‌ترین طایفه‌های آن، خاندان حسنی و عیسی آبادی هستند و از دیگر طوایف آن می‌توان به نوروزی، رحیمی، افشار و… اشاره نمود. این محله دارای دشت بزرگی برای کشاورزی در اراضی پایین دست بوده و باغات انگور را دربردارد. این محله ورودی کمیجان از سمت همدان است.
- انار
  - انار نیز در گذشته روستایی جدا از کمیجان و در جنوب آن واقع بود ولی با توجه به فاصله بسیار کم، به مرور با ساخت و ساز اماکن مسکونی و تجاری به کمیجان متصل گردیده و به یکی از محلات بزرگ کمیجان تبدیل گردید. ورودی شهر کمیجان از سمت اراک این محله می‌باشد که اکنون یکی از محله‌های بزرگ و صاحب نام این شهر است. (دانشگاه‌های آزاد و پیام نور، بیمارستان، اداره راه و ترابری، بهزیستی و اداره آب‌های زیر زمینی در این محله قرار دارد) این روستا خود دارای سه محله بنام‌های قلعه میانده-قلعه بالا و کن ایچه و قلعه گل احمد می‌باشد. به دلیل دارا بودن چشمه سارهای فراوان از جمله تی اک و بلاغ چشمه و آسیاب و قنات پرآب قدیمی و بزرگش یا به دلیل دارا بودن آتشکده‌های فعال زرتشتی به آن انار (بسیار فروزنده) می‌گویند. از بزرگ‌ترین طوایف آن طایفه اناری، محمد کریم و ابوالحسن عراقی می‌باشد که در پراکندگی جمعیتی آن در روستاهای راستکردان و قازوق و همچنین راهان (سقرجوق، دستجان و زنجیران و کودزر و آقازیارت) دیده می‌شود. تپه چهرگزی در قسمت شمالی این محله بزرگ قرار دارد. اراضی مستعد کشاورزی و آب و هوای خوش، این محله را محلی برای ییلاق میهمانان به خصوص در تابستان‌های گرم نموده است. بیشترین اراضی تحت کشت شهرستان به لحاظ جمعیتی را دارا بوده و دارای خاک بسیار حاصلخیز است به نحوی که در زمان‌های قدیم از مهم‌ترین املاک خاندان بهادری (جعفرخان بهادری فرزند ابراهیم خان عاصم السلطنه بهادری) و خاندان ابوالحسن عراقی محسوب می‌شده است. از دیگر طوایف این محله می‌توان به اناری، عظیمی، کدیور، مرادی، علیزاده باستان و پزشکی و… اشاره نمود. خاندان پزشکی بنیان‌گذار طب نوین و منوچهر خان پزشکی از اهالی این روستای قدیمی بزرگ بنیان‌گذار آموزش نوین شهرستان است. شغل بیشتر مردم کشاورزی بوده و در سالیان اخیر گرایش جوانان به مشاغل حکومتی و دولتی حائز توجه بوده است. این محله از زمان‌های قدیم به صورت طولی در کنار جاده کمیجان به اراک گسترانده شده است.
- گول اوسته
  - در زمان‌های قدیم، قنات بزرگ کمیجان و استخر (گول) آن در این محله قرار داشت و اطراف و اکناف این استخر (گول) را گول‌اوسته یعنی بالای استخر می‌گفتند. این منطقه، خوش آب و هواترین محله کمیجان می‌باشد که اکثر خانه‌های این محله درون باغ‌های ساکنین می‌باشد، این محله از محله‌های قدیمی بوده و قلعه قدیمی در این محله قرار دارد که به موزه شهر تبدیل شده است.

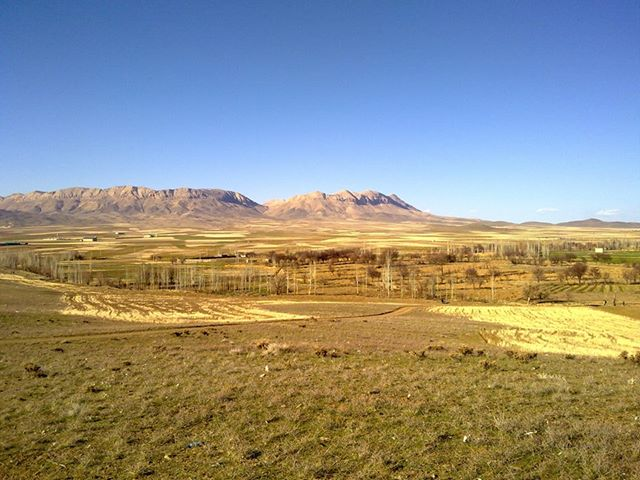
کمیجان از شهرک گلستان با نمای کوه وفس

- هفتاد دستگاه (شهرک فرهنگیان)
- پنجاه دستگاه
- زاوا (شهرک گلستان)

- بیست دستگاه
- حسن‌آباد
- شهرک نیروی انتظامی
- شهرک مسکن مهر[۸]

## تقسیمات کشوری
بخش مرکزی
← دهستان اسفندان
سوسن‌آباد/اسفندان/چابار/چلبی/دره سبز/راستگردان/کلوان/کوت آباد/یاسبلاغ/یساول
← دهستان وفس
خمارباغی/ذادوق اباد/روشنایی/سمقاور/فتح اباد/فضل اباد/قازوق/استهری/امره/بلاغ رضا/تکیه/چالمیان/چهرقان/سیداباد/عوداغاج/
فرک/فریس اباد/میدانک/وفس/ولازجرد/شهرک صنعتی کمیجان/یوسف کهریز/
← دهستان خسروبیک
جعفراباد/خسروبیگ/خیراباد/سبزاباد/سردراباد/سوران/شادقلعه/عاصم اباد/علی اباد/محموداباد/ینگه ملک/سیجان/طرلان/کشنه اباد/ولیداباد/رحمت اباد/حسن‌آباد/اقچه کهریز/اکبرابادامرابادی/پرکک/جعفراباد/خاتم اباد/فامرین/نهرپشته/امامزاده عباس/حسین اباد/مهدی اباد/سلوکلو/ابراهیم‌آباد

## صنایع دستی
صنایع دستی کمیجان عبارتنداز:
- قالی

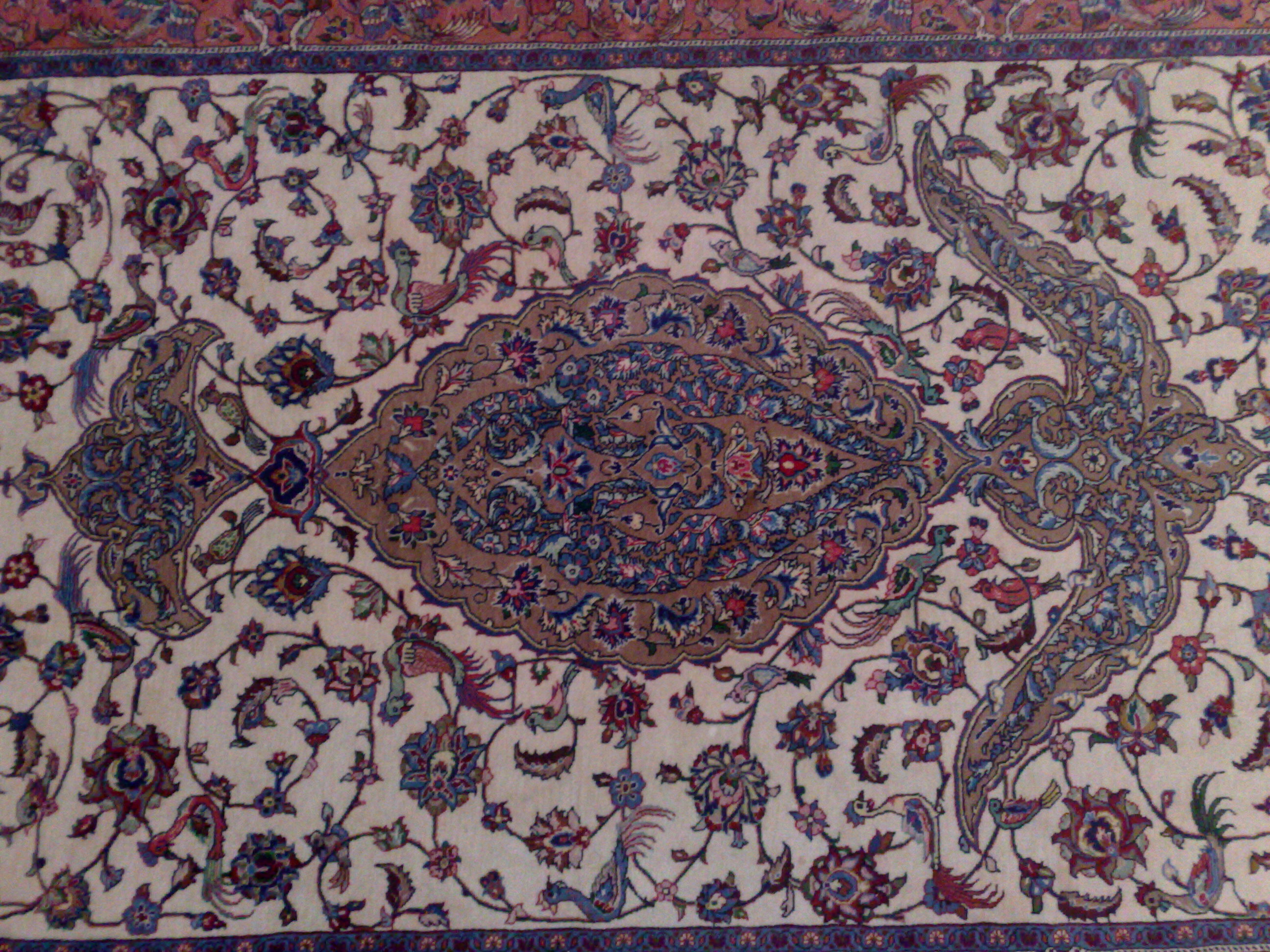
طراحی قالی استاد عیسی بهادری

- گیوه: هم در وفس بافته می‌شود و هم در کمیجان
- لواشین: توسط نجارهای کمیجان ساخته می‌شده که در فصل‌های زمستان که کشاورزی نبوده مشغول به ساخت لواشین می‌شدند و در تابستان آن‌ها را می‌فروختند.

## آب و هوا
اقلیم شهر کمیجان در جنوب و غرب از منطقه سرد همدان تأثیر گرفته و در جنوب به جهت وجود دشت‌های هموار صفه از هوای خنک‌تری بهره‌مند است. آب و هوای کمیجان به‌طور کلی معتدل و خشک است. حداکثر درجه حرارت در تابستان ۳۵ درجه سانتی‌گراد است.

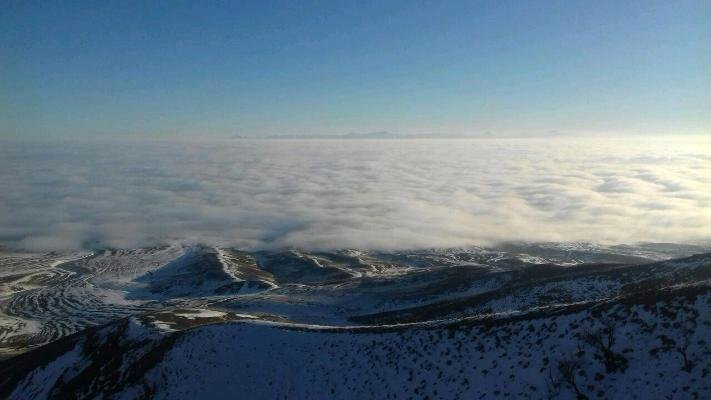
کمیجان در هاله از ابر نگاره ای از شهر کمیجان از سمت شمال کوه‌های سفید (وفس)

## آموزش عالی

### دانشگاه آزاد کمیجان

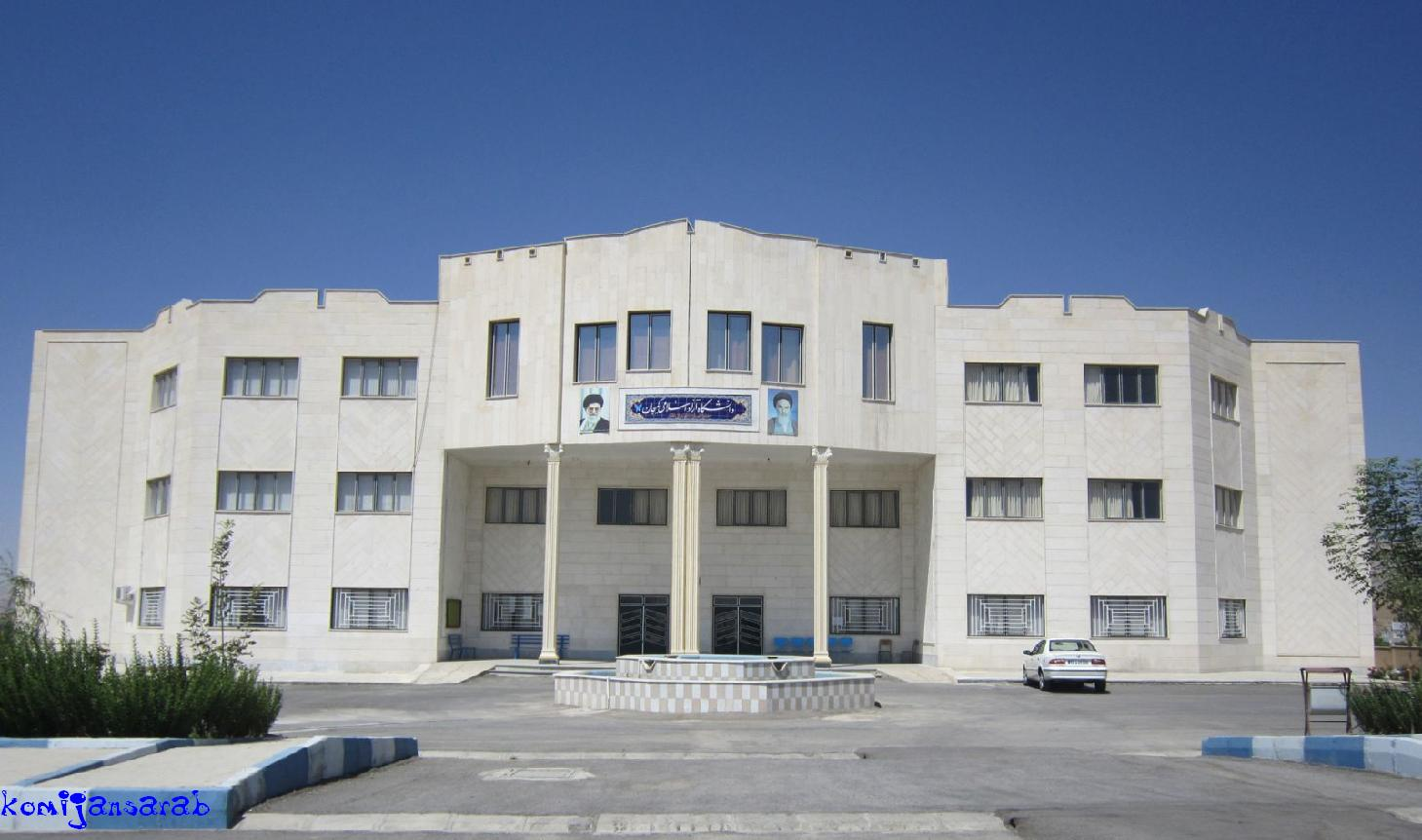
نمای ساختمان اداری

دانشگاه آزاد اسلامی واحد کمیجان تحت پوشش دانشگاه آزاد واحد اراک در بهمن ۱۳۸۲ کار خود را آغاز کرد. هم‌اکنون با تصویب گسترش پروژه و با امتیاز ۱۳۵۰۰ میلیون ریال در زمینی به مساحت ۵/۳۲ هکتار فاز اول ساخت و ساز این دانشگاه آغاز شده و در فاز اول ۴۷۰۰ مترمربع فضای آموزشی در ۱۲ واحد ساختمان در حال اجراست. این دانشگاه در حال حاضر ۳۱۰ نفر در رشته‌های: کاردانی پیوسته کامپیوتر - الکترونیک و حسابداری و کاردانی ناپیوسته و کارشناسی حسابداری دانشجو پذیرفته که پس از اجرای فاز اول، رشته‌های حقوق - بازرگانی - الکتروتکنیک و عمران و کاردانی ناپیوسته کامپیوتر اضافه خواهد شد و در آینده تعداد رشته‌ها به ۳۰ رشته و همچنین تعداد دانشجوهای پذیرفته شده پس از اجرای فاز اول به ۱۰۰۰ نفر و در آینده به ۳۰۰۰ نفر خواهد رسید.

### دانشگاه پیام نور
دانشگاه پیام نور واحد کمیجان در شهریور ۱۳۸۵ با پذیرش ۲۶۵ نفر دانشجو در رشته‌های حقوق - مدیریت بازرگانی - ادبیات فارسی - الهیات - علوم اجتماعی - مهندسی رایانه فعالیت خود را آغاز کرد. در طرح توسعه این دانشگاه با اختصاص زمینی به مساحت ۷ هکتار و ۲۳۰۰ مترمربع زیربنا در محله عیسی‌آباد تعداد دانشجوهای پذیرفته شده به ۲۰۰۰ نفر هم خواهد رسید.
دانشگاه پیام نور کمیجان در ۸۵ کار خود را در رشته‌های حساب داری، کامپیوتر، حقوق آغاز کرد.

### خانه معلم
خانه معلم در مرکز شهر واقع شده که روبروی مدرسه ۱۷ شهریور قدیم ساخته شده بود که معلمانی که از اراک برای تدریس به کمیجان می‌آمدند در این مکان استراحت می‌کردند.

## درمان

### بیمارستان امام علی کمیجان واقع در محله انار

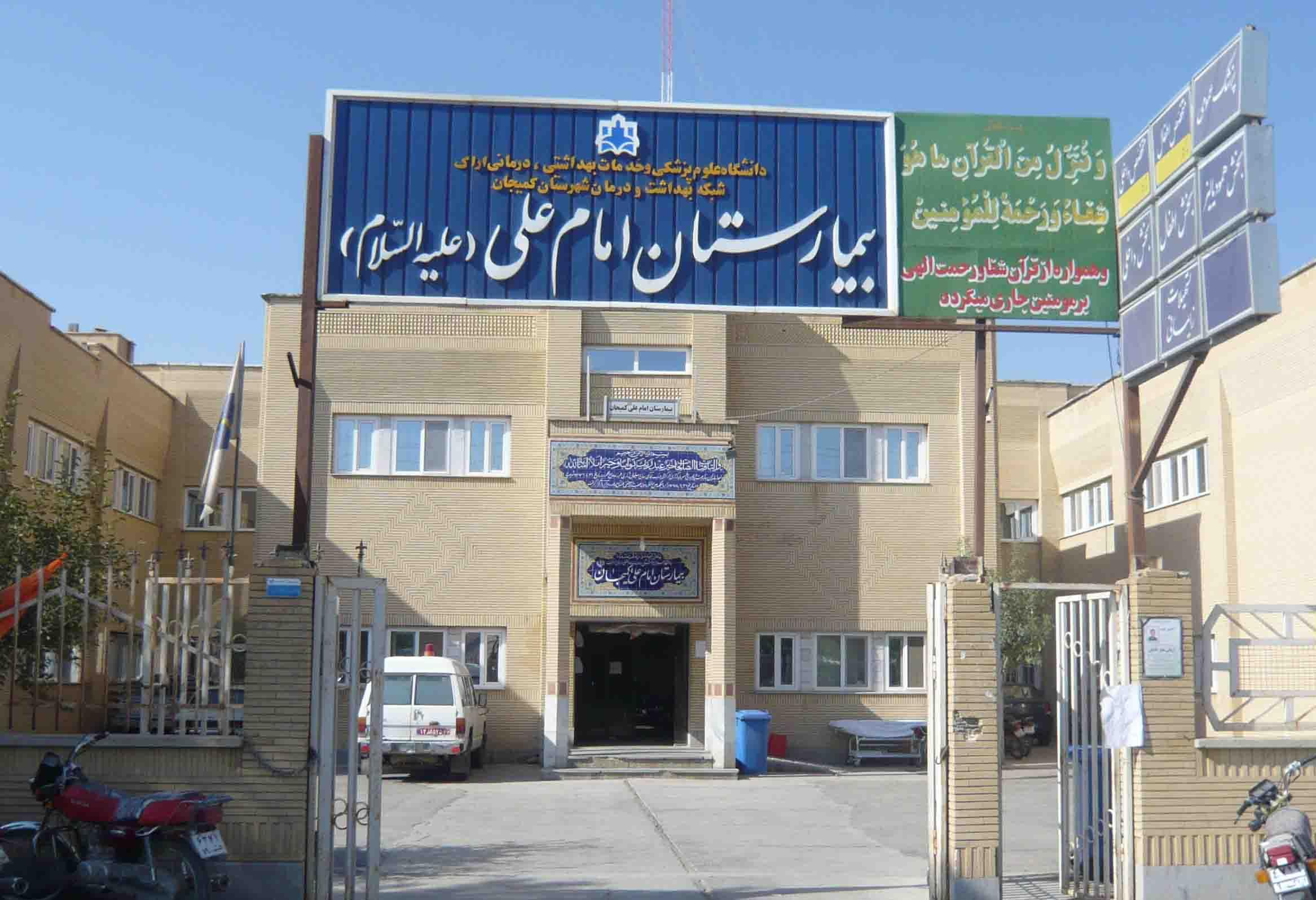
بیمارستان امام علی

بیمارستان امام علی کمیجان در سال ۱۳۷۶ توسط سلیمان اناری در محله انار شروع به ساخت گردید و در سال ۱۳۸۱ با حضور وزیر بهداشت و استاندار وقت افتتاح شد. این مرکز هم‌اکنون یکی از بیمارستان‌های عمومی و تابعه دانشگاه علوم پزشکی اراک می‌باشد که منظور تشخیص و درمان بیماران ایجاد شده است. این مرکز دارای بخش‌های اورژانس، اطفال و نوزادان و داخلی و تسهیلات زایمانی می‌باشد و در قسمت‌های دیالیز، دندانپزشکی، روان‌پزشکی و تغذیه نیز به خدمات می‌پردازد. همچنین این بیمارستان دارای بخش‌های پاراکلینیکی، داروخانه، رادیولوژی و آزمایشگاه این مرکز تمام مناطق شهرستان و برخی از شهرهای مجاور را نیز تحت پوشش قرار می‌دهد. پروژه ساخت این بیمارستان در تاریخ ۳۱/۴/۷۶ آغاز و در ۳۱/۶/۷۸ به پایان رسید. در سال ۱۳۸۱ با افتتاح بخش اورژانس به بهره‌برداری رسید و در آبان ماه ۱۳۸۸ از بخش‌های اطفال و داخلی نیز بهره‌برداری شد.
این مرکز در خیابان شهید بهشتی کمیجان (محله انار) قرار دارد که دارای ۳۶ تخت مصوب درقالب ۶۶ پست سازمانی می‌باشد. درطبقه اول (همکف):بخش‌های اورژانس با مساحت ۹۰ متر مربع و ۷ تخت فعال، بخش دیالیز با ۱۷۰ متر مربع مساحت و ۴ تخت فعال و بخش پاراکلینیکی آزمایشگاه داروخانه و رادیولوژی قرار دارد. همچنین واحد پذیرش، نگهبانی، انبار دارویی و درمانگاه‌های سرپایی داخلی، اطفال، عمومی، روان‌پزشک، دندانپزشک و کارشناس تغذیه نیز وجود دارد.

### درمانگاه

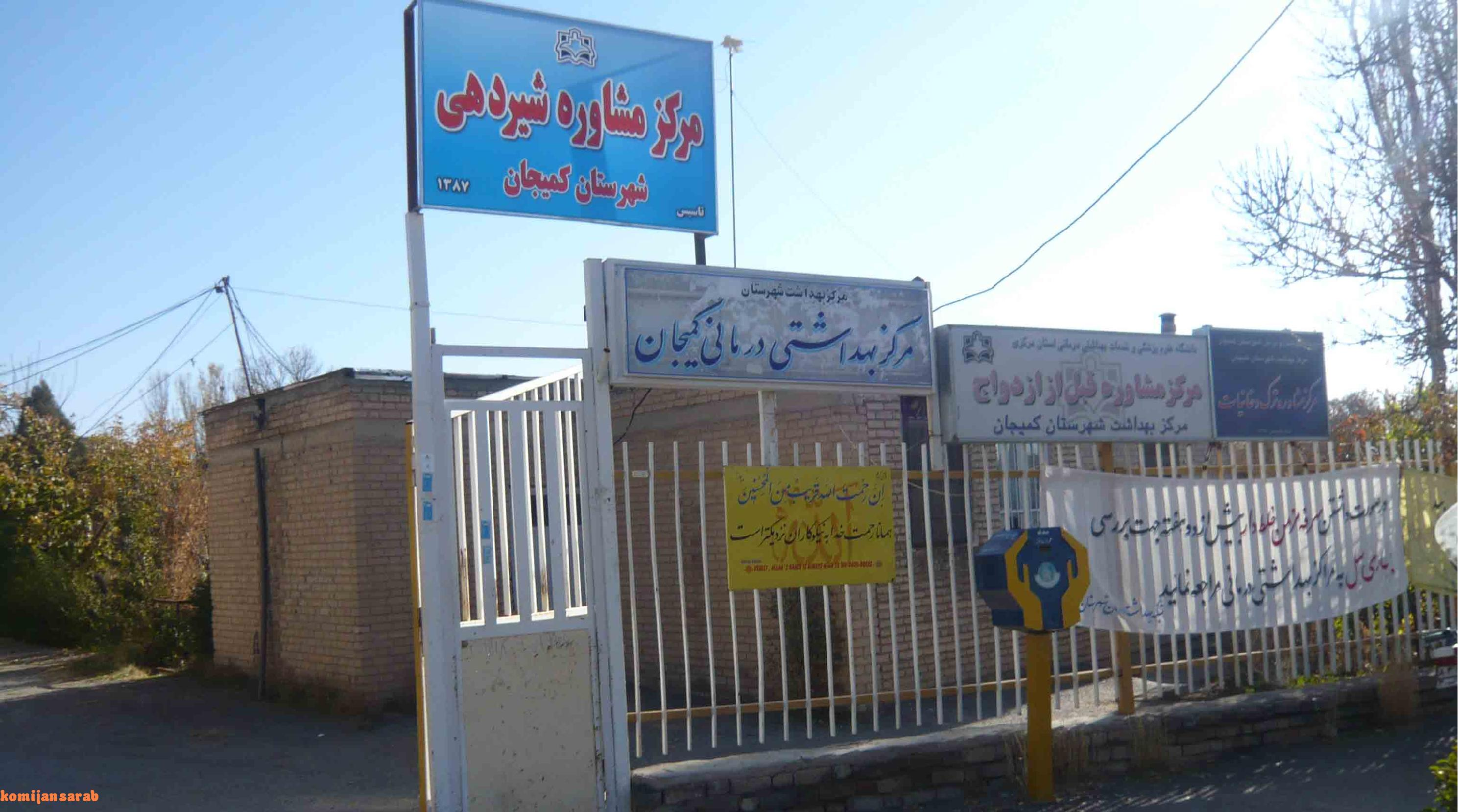
درمانگاه کمیجان

این درمانگاه در سال ۳۸ در کمیجان ساخته شد و در این درمانگاه دکتر لقمانی اولین پزشکی بود که در این در مانگاه مشغول به طبابت شد و پزشکان هندی و پاکستانی نیز در این درمانگاه به مداوای بیماران می‌پرداختند. با وقف قسمتی از اراضی توسط خاندان رشیدی زایشگاه و مرکز مامایی نیز به این مرکز ضمیمه گردید. این درمانگاه در ابتدای خ امام خمینی واقع است و از یک طرف نیز به بازار کمیجان می‌خورد که اکنون خیابان شهید حجازی است. این درمانگاه هم‌اکنون زیر نظر شبکه بهداشت ودرمان شهرستان کمیجان فعالیت می‌کند و کلیه مراقبتهای بهداشتی ودرمانی از قبیل مشاوره ازدواج-مراقبت مادر وکودک-مراقبت میانسالان-مراقبت سالمندان و… انجام می‌شود

## مسیرهای ارتباطی

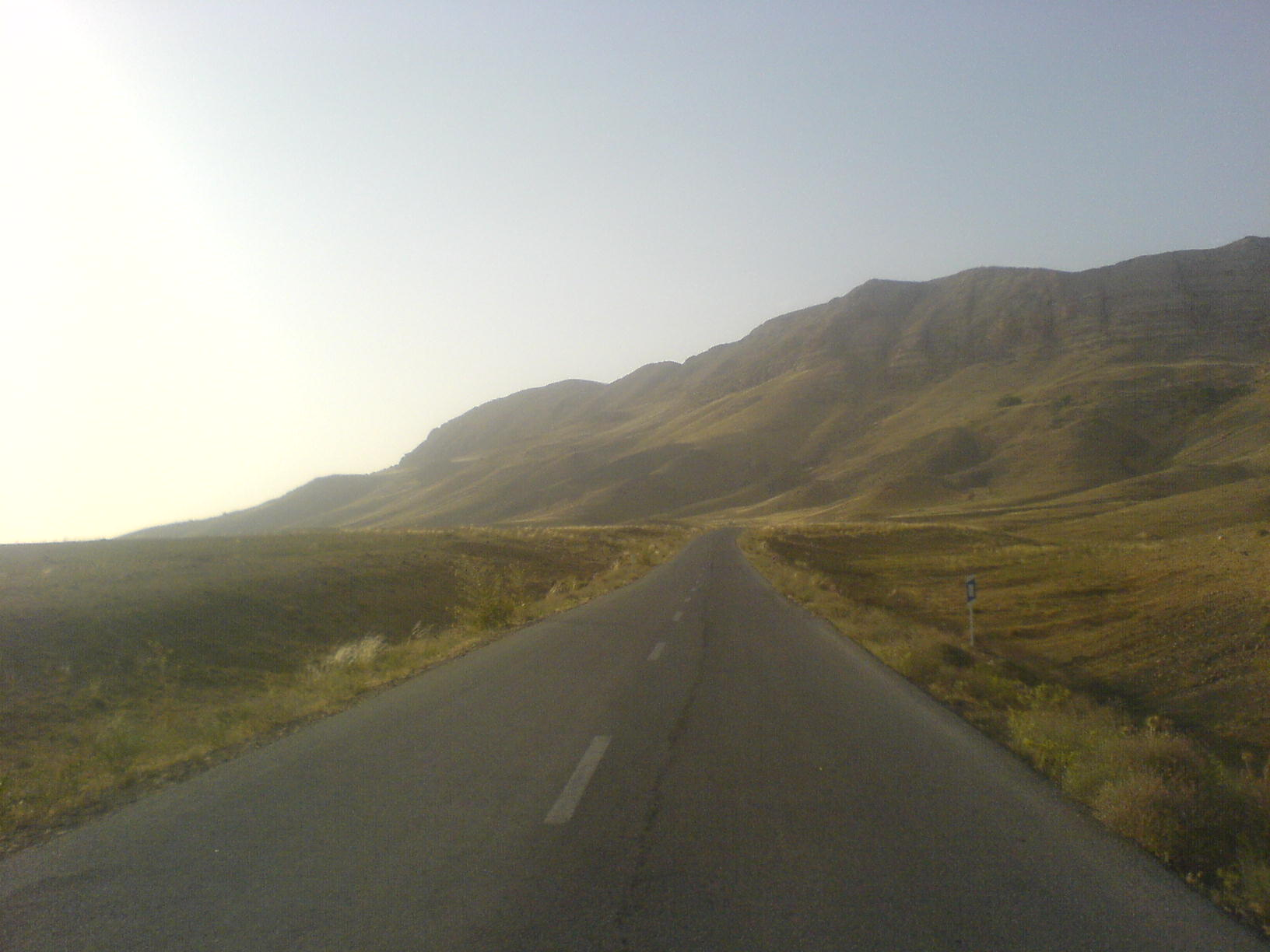
جاده کمیجان - وفس

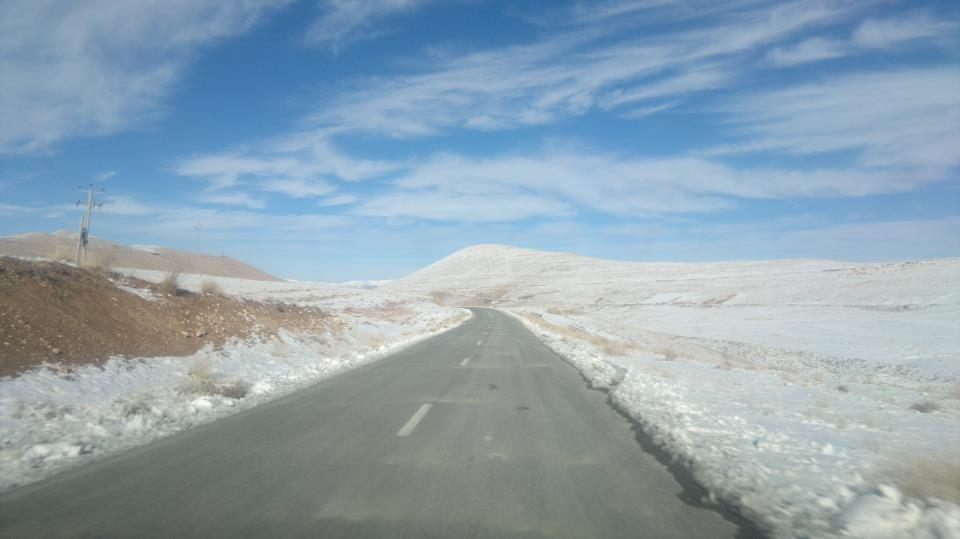
راه ارتباطی کمیجان - وفس

موقعیت شهر کمیجان در یک حالت مرکزی نسبت به شهرهای اطراف واقع شده، به‌طوری‌که با شهرهای تفرش - اراک -کمتر از ۱۰۰ کیلومتر فاصله دارد؛ که این فاصلهٔ کم بین این شهرها، ارتباط اقتصادی بین آن‌ها را راحت‌تر و کم‌هزینه‌تر می‌کند. اما با اجرای ابتکاری در راه‌های ارتباطی شهرستان می‌توان با یک تیر چند نشان زد و برای شهرستان راه‌های درآمد و همچنین برای شهرهای اطراف راه‌های صرفه‌جویی بسیاری در حمل و نقل بین شهری و جاده‌ای به وجود آورد. این پروژه، اتصال جاده کمیجان به جاده همدان - ساوه می‌باشد که از دره «وفس» صورت می‌گیرد. اجرای این پروژه فواید بسیاری به همراه خواهد داشت که در پی به برخی از آن‌ها اشاره می‌شود:
۱. کوتاه شدن این مسافت برابر است با صرفه‌جویی در وقت - انرژی انسانی - سوخت - استهلاک خودروها - استهلاک جاده‌ها - راحت شدن ارتباطات و به‌طور کلی صرفه‌جویی در سرمایه‌های کشوری
۲. هم‌اکنون فاصله کمیجان - ساوه که بیشتر از راه آشتیان صورت می‌گیرد ۲۲۰ کیلومتر می‌باشد؛ اما با اجرای این پروژه این مسافت به ۱۵۰ کیلومتر کاهش پیدا خواهد کرد.
۳. هم‌اکنون فاصله کمیجان - تهران که بیشتر از راه آشتیان صورت می‌گیرد ۳۳۰ کیلومتر می‌باشد؛ اما با اجرای این پروژه ارتباط با پایتخت به ۲۶۰ کیلومتر کاهش پیدا خواهد کرد. این جاده از روستای «وفس» عبور می‌کند که بعدها این مسیر احداث خواهدشد.
- مسیر کمیجان - ساروق - اراک
- مسیر کمیجان - ساروق - آشتیان - تهران
- راه اصلی کمیجان - فرمهین
- راه اصلی کمیجان - همدان
- راه فرعی کمیجان - میلاجرد -خنداب
- راه فرعی - میلاجرد - خنداب - اراک
- راه فرعی کمیجان - میلاجرد -خنداب - شازند
- راه فرعی کمیجان - ساوه - تهران
  - جاده در دست احداث

## نشریات
از جمله نشریات محلی کمیجان که در سطح استان مرکزی توزیع می‌شوند می‌توان به هفته‌نامه‌های شمس استان مرکزی، آفتاب کمیجان و امید استان مرکزی اشاره نمود. دفاتر این سه نشریه در کمیجان و اراک واقع است.

## آداب و رسوم
- منجوق اندازی

در شب عید قربان تعدادی منجوق را به اسم افراد فامیل داخل یک کوزه انداخته مقداری آب ریخته یک حبه قند بخاطر شیرین کامی داخل آب می‌اندازند بعد یک آینه روی آن قرار می‌دهند ویک پارچه قرمز روی آن می‌کشند و زیر آسمان قرار می‌دهند و در روز عید قربان پس از سر بریدن قربانی‌ها اعضای فامیل دورهم جمع می‌شوند ومنجوق‌ها توسط دختر بچه‌ها پس از خواندن شعرهای سنتی و عاشقانه خارج می‌شود و شعر هر نفر مشخص می‌شود که نوعی فال حساب می‌شود.
- شال اندازی

مراسم شال اندازی روز اول عید برگزار می‌شود و به در خانه‌ها می‌روند و از دوستان و آشنایان درخواست دارند که پارچه‌ای که به آن‌ها داده می‌شود را پر کنند و به آن‌ها بدهد (معمولاً: تخمه آجیل پول سکه و …) به آن‌ها می‌دهند که نشان از دست خیر آن‌هاست.
- مراسم سوت آشی

شیوه برگزاری مراسم سوت آشی در روستاها و شهرهای مختلف منطقه بزچلو شهرستان کمیجان در فهرست آثار ناملموس ملی به ثبت رسید. این مراسم هرساله در نیمه دوم اردیبهشت‌ماه یا نیمه اول خردادماه با جمع‌آوری شیر دام‌ها توسط خانم‌ها آغاز می‌شود. آش شیر با ترکیب شیر و بلغور گندم تهیه می‌شود. با توجه به تعطیلی روز جمعه، این روز برای برگزاری این مراسم در نظر گرفته می‌شود. قاعده کار نیز چنین است که این مراسم معمولاً در کنار آب‌های روان و جاری دایر شود. در گذشته برای گرفتن جای مناسب در کنار مظهر قنات اصلی، اول صبح بچه‌ها را به آن‌جا می‌فرستادند و هرکس تلاش می‌کرد که نزدیک آب جای مناسبی بگیرد. برای برگزاری مراسم شاد سوت آشی، خانم‌ها با کمک اعضای خانواده وسایل مورد نیاز مانند زیرانداز، ظروف، آشپزخانه، وسایل چای و غیره را به محل مورد نظر حمل می‌کنند و مشغول پخت و پز آش می‌شوند. در چند دهه قبل مردها که از اول صبح برای جمع‌آوری هیزم به صحرا می‌رفتند، حدود ساعت ده صبح از صحرا برگشته و در کنار قنات به سایر اعضای خانواده خود ملحق می‌شدند.

## جاذبه دیدنی

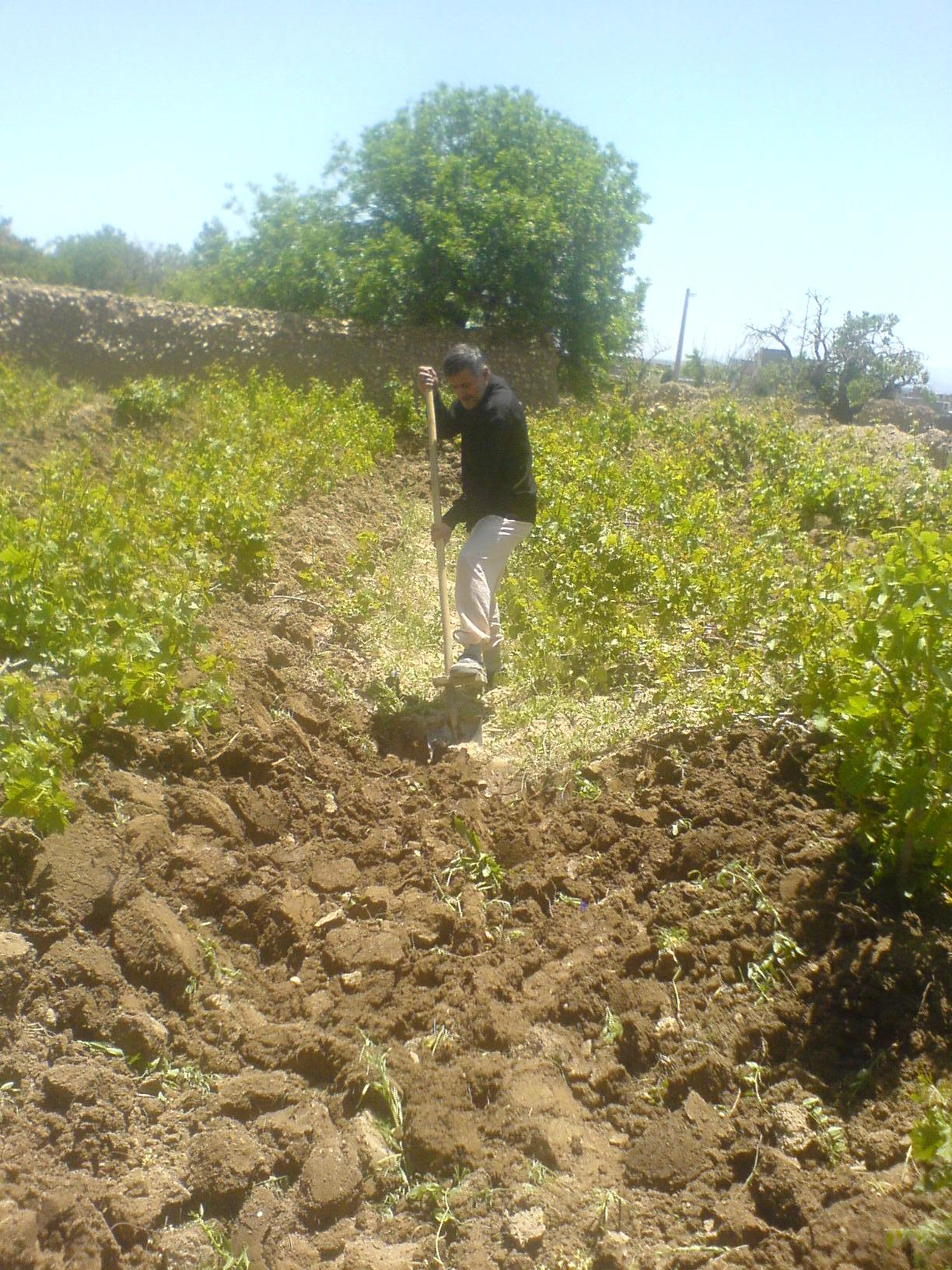
تاکستان‌های کمیجان

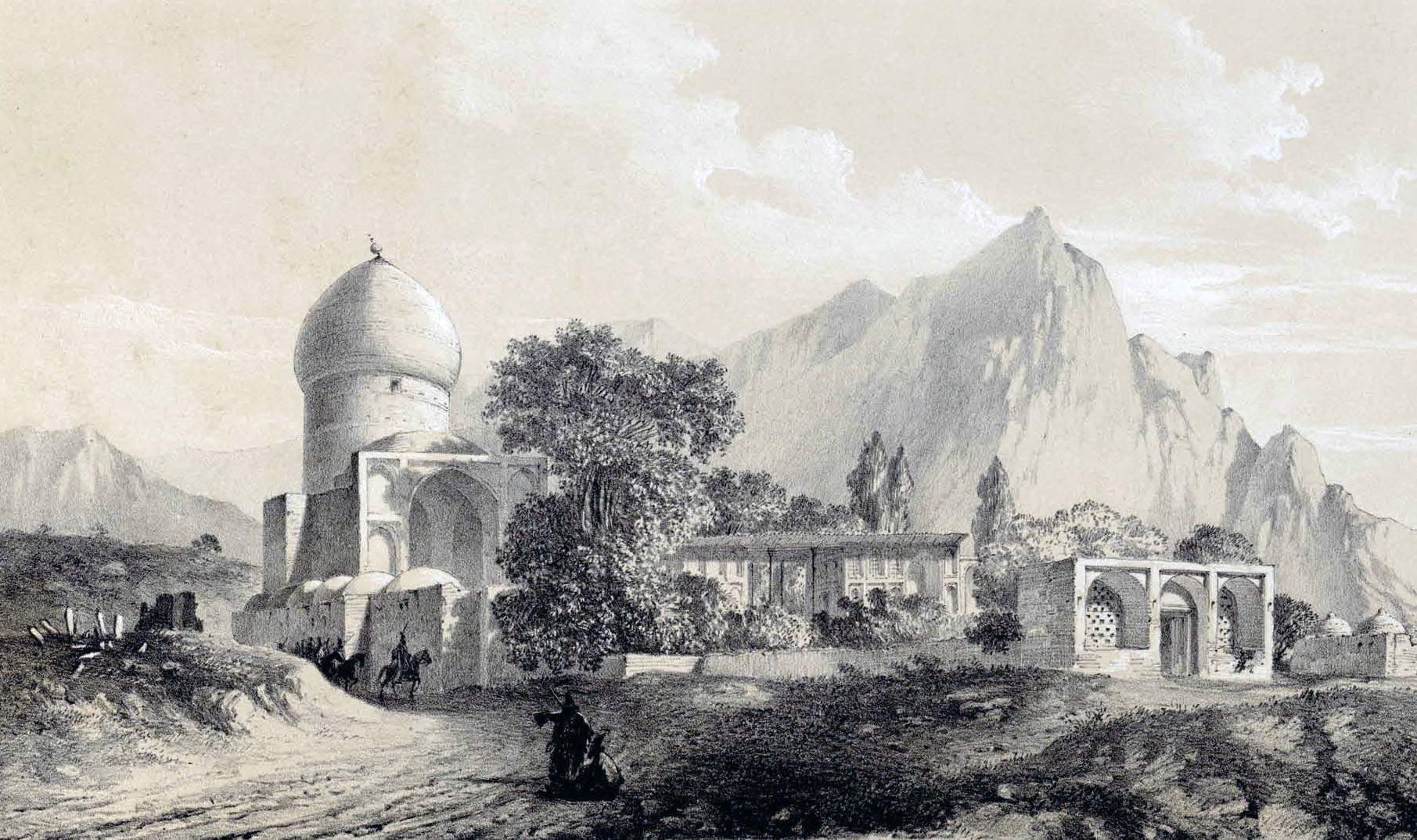
شاهزاده حسین (حاجی رضوان) در عصر محمدشاه قاجار

### باغ‌های کمیجان
یکی از دلایل سرسبز بودن کمیجان باغ‌هایی می‌باشد که دور تا دور شهر را پوشانده است. باغ‌های این شهر اکثراً تاکستان انگور، درخت زرد آلو، هلو، بادام، گردو و… می‌باشد.
باغ‌های کمیجان به شرح زیر است:
- باغ‌های منطقه ظهیر آباد
- باغ‌های محله حسن‌آباد
- باغ‌های محله سراب (آشاغه باغلار)
- باغ‌های محله گل ایچه (آق گنبد)
- باغ‌های محله انار (یوخاره باغلار - قانّه باغ - قارا آغاشله باغ - آشاغه باغلارو باش باغلارو انسه باغه و ارتاباغه)
- باغ‌های محله عیسی آباد
- باغ‌های محله بالا
- باغ‌های محله زادق آباد
- باغ‌های محله قلعه
- باغ‌های محله یوخاره حاصار (علیا محله)[۱۶]

### حمام‌های قدیمی
محله‌های کمیجان حمام‌هایی داشته‌اند که به نام‌های زیر است:
- محله سراب: این حمام در محله سراب کنار مسجد زین العابدین بود که خراب شد.
- حمام قدیمی و کاهگلی که از یک در دولنگه سبز رنگ کوچک بود و پس از ورود به یک پستوی کوچک می‌رسید و پس از آن به رختکن که درون رختکن سکوهای کوچکی وجود داشن برای نشستن و لباس پوشیدن و پس از آن تشکیل شده بود از تعدادی حمام نمره‌ای که در سمت راست حمام وجود داشت و در سمت چپ آن از شیرهایی تشکیل شده بود که در آن به لیف کشیدن مشغول می‌شدند لازم بذکر است این حمام با استفاده از هیزم گرم می‌شد و متصدی آن فردی بود به نام افشار که در سال ۱۳۸۵ فوت کرد.
- محله گل ایچه: این حمام در نزدیکی مسجد جامع کمیجان بود یک بار بازسازی شد و بعد از مدتی غیر استفاده ماند و متروکه شده بود که در سال ۱۳۹۲ خراب شد.
- محله انار: این حمام که یکی از حمام‌های بزرگ و به روز شهر بود ابتدا توسط خود اهالی ساخته شد و پس از پیروزی انقلاب با همکاری دولت بازسازی و بهسازی و بهداشتی گردید و با رواج حمام‌های خانگی و به دلیل عدم استفاده از آن در سال ۱۳۹۲ توسط شهرداری تخریب شد.
- محله عیسی آباد: این حمام بدون استفاده و متروکه شده بود و در سال ۱۳۹۲ (به همراه حمام‌های محله گل ایچه، محله انار و محله عیسی آباد همزمان) خراب شد.

### تپه چرگزی
این تپه جز آثار تاریخی کمیجان می‌باشد؛ که گفته می‌شود در ادوار بسیار قدیم قلعه گبرها روی این تپه قرار داشته که پس از مدت‌ها خراب شده است و همچنین بیان داشته‌اند که این محل زادگاه شاعر شهیر فخرالدین عراقی می‌باشد که هم‌اکنون به شکل تپه درآمده است و مانند تپه تاریخی آوه (در شهرستان ساوه) درآمده است. این تپه در محله انار می‌باشد.

### بازار
بازار کمیجان در خیابان شهید حجازی واقع شده بود که بعداً به دست شهردار وقت کمیجان خراب شد.
لازم بذکر است که بازار کمیجان چندین حجره داشته و در گذرهای بازار حوزه علمیه، مسجد، حمام، درمانگاه بوده. می‌گویند که نقشه بازار کمیجان را عاصم السلطنه از شیراز آورده بود و مانند بازار وکیل شیراز بوده است. در سال ۱۳۹۴ در مکان بازار قدیمی کمیجان یک بازارچه به عنوان بازار صنایع دستی ساخته شده که به صورت حجره درآورده شده و سعی شده مانند بازار قدیمی کمیجان باشد.

### پارک شهر

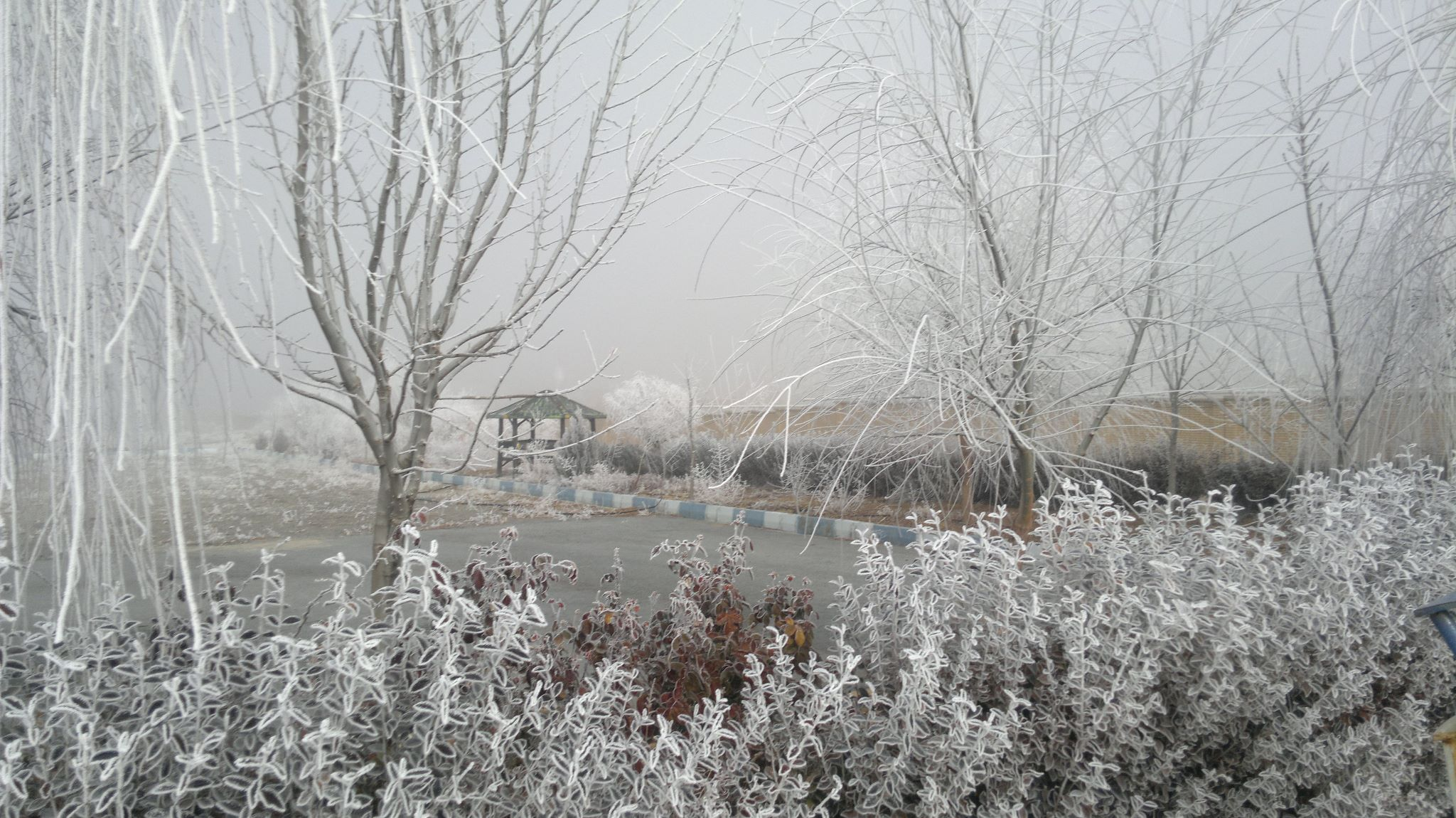
پارک شهر کمیجان فصل سرما

این پارک که به عنوان فضای دانشگاه پیام نور کمیجان به حساب می‌رود که دو شهید گمنام هشت سال دفاع مقدس در آن دفن شده‌اند. این پارک در حد واسط محله انار و کمیجان در مجاورت ادراه راه و بیمارستان و جایگاه سوخت‌گیری ساخته شده‌و محیطی بسیار مفرح برای مردم سطح شهرستان به خصوص در ایام تابستان ایجاد نموده است و دیدن آن خالی از لطف نیست.

### حوزه علمیه
حوزه علمیه کمیجان در کنار مسجدی در بازار کمیجان ساخته شده بود؛ و آرامگاه میرزا اصغر داخل حوزه علمیه مدفون شده است، که اکنون به صورت متروکه درآمده است. قسمتی از اراضی این مکان از طرف خاندان رشیدی و به جهت تأسیس زایشگاه وقف گردید. همچنین به دلیل ساختن هنرستان ساعی مقداری از آن تخریب شده است.

### مهدیه کمیجان
مهدیه کمیجان در خیابان اصلی در محله پاسگاه قاباقه معروف است واقع شده است. این بنا در سال ۱۳۵۶ که محل سکونت کربلایی براتعلی کاشی کمیجانی بود با درخواست جمعی از همشهریان و کربلایی عزیز و آقای شماعی خواستار شدن ملک ایشان را برای احداث مهدیه بفروشند؛ و کربلایی براتعلی قبول کردند و با بخشش قسمتی از وجه دریافتی خود ایشان در این امر خداپسندانه سهیم شدند و قسمتی از زمین مجاور که برای آقای قابضی بود خریداری شد؛ و مهدیه ساخته شد و سالیان سال است که در مهدیه نماز باشکوه جمعه و جلسات مذهبی برگزار می‌شود.

### قلعه‌های کمیجان
- قلعه خاندان بهادری
- قلعه عاصم السلطنه
- قلعه محمد خان
- قلعه عابدین خان
- قلعه اکبر خان
- قلعه سرهنگ
- قلعه حسن خان (جنب مدرسه خیر محسنی)
- قلعه گل احمد انار
- قلعه زرتشتیان در منطقه قلع بالای انار که طی سالیان سال تخریب شده است.
- قلعه خاندان پزشکی در محله اشاقه محله انار

### بام کمیجان
بام کمیجان در بالاترین نقطه شهری کمیجان قرار دارد موقعیت منطقه‌ای این مکان در ابتدای شهر واقع در ورودی شهر یعنی محله انار قرار دارد؛ بام کمیجان با سیاست گذاری‌های انجام شده دارای فضای مناسب از قبیل جنگل وسایل پارکی و تفریحی مکان مناسب برای نشیمن و کباب پزهای سنتی می‌باشد قابل ذکر است بام کمیجان تمام شهر را در یک نمای بسیار زیبا به نمایش می‌گذارد.

### موزه میراث فرهنگی
موزه میراث فرهنگی کمیجان در مکان تاریخی قلعه ایجاد شده است این موزه به آثاری از قبیل اشیاء قیمتی، سفال از دوران مادها و تات‌ها، خمره و … نگهداری می‌شود.

### قنات‌ها و چشمه‌ها
- قنات گل ایچه
- قنات سرآب
- قنات علی قلی بک
- قنات حسن‌آباد
- قنات عیسی آباد
- قنات عیسی آباد
- چشمه حسین بلاغی
- چشمه محمود بلاغی
- چشمه شخدیل
- قنات نی نی جرد
- قنات ظهیر آباد
- قنات بزرگ محله انار به طول ۱۵ کیلومتر که طی خشکسالی‌های مکرر و افزایش بی‌رویه برداشت آب از حوضه آبریز ان، خشک شده است.

## صنعت

شهرک صنعتی کمیجان

شهرک صنعتی کمیجان در ۵ کیلومتر ی جاده همدان واقع است؛ که یکی از قطب‌های کوچک صنعتی به‌شمار می‌رود؛ و این قطب صنعتی پتانسیل شرکت‌های بزرگ را در خود دارد. شرکت‌هایی در این شهر صنعتی مشغول به کار هستند:
- شرکت صنایع شیر دهکده کمیجان (آلتیش)
- شرکت دانه‌های کلزا و الوفه
- شرکت محصولات لبنی شگالیو
- کارخانه سنگ آغ داش
- کارخانه آسفالت شهرداری
- شرکت لوله و شیلگ سازی
- شرکت لاستیک و پلاستیک
- شرکت میلاد پلاستیک آریا
- شرکت‌های ریخته‌گری و نورد
- شرکت‌های…[۱۹][۲۰]

## کشاورزی
عمده محصول باغی و زراعی شهرستان کمیجان انگور و بادام می‌باشد. همچنین محصولاتی مانند گندم، جو و محصولات غلات و حبوبات در کمیجان کاشت و برداشت می‌شود. اکثر مردم در باغ‌های خود و زمین‌های کشاورزی خود فعالیت دارند.

## نگارخانه

میدان شهرداری
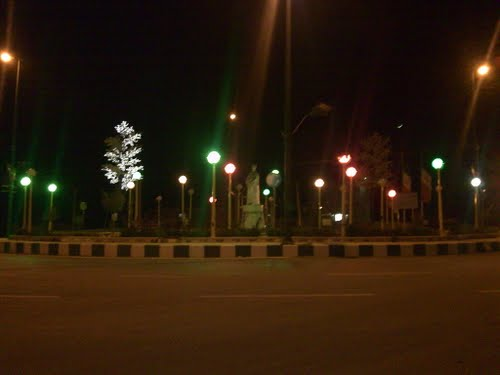
میدان فخرالدین عراقی در شب
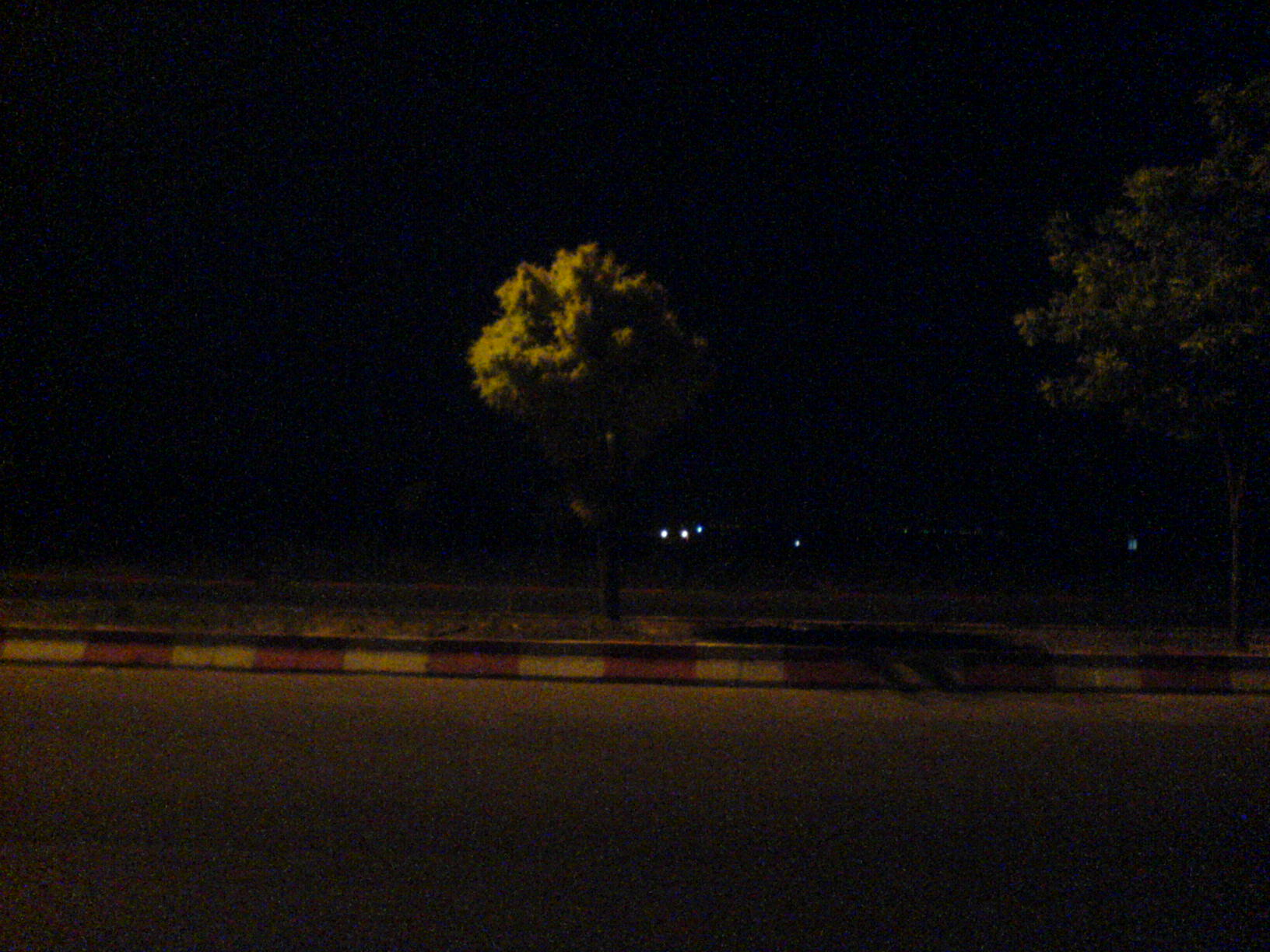
تک درخت در شب
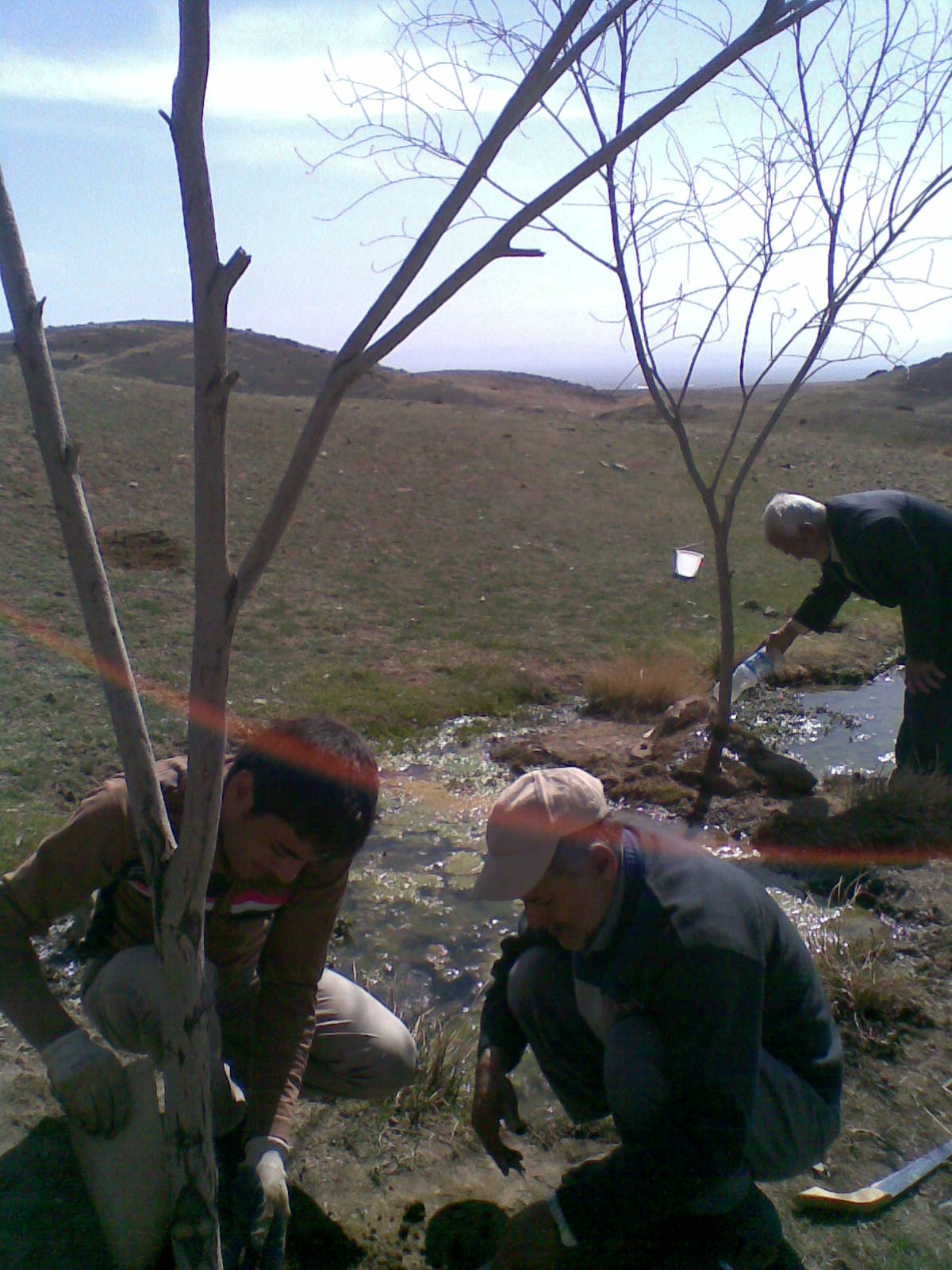
کاشت درخت در محمود بلاغی
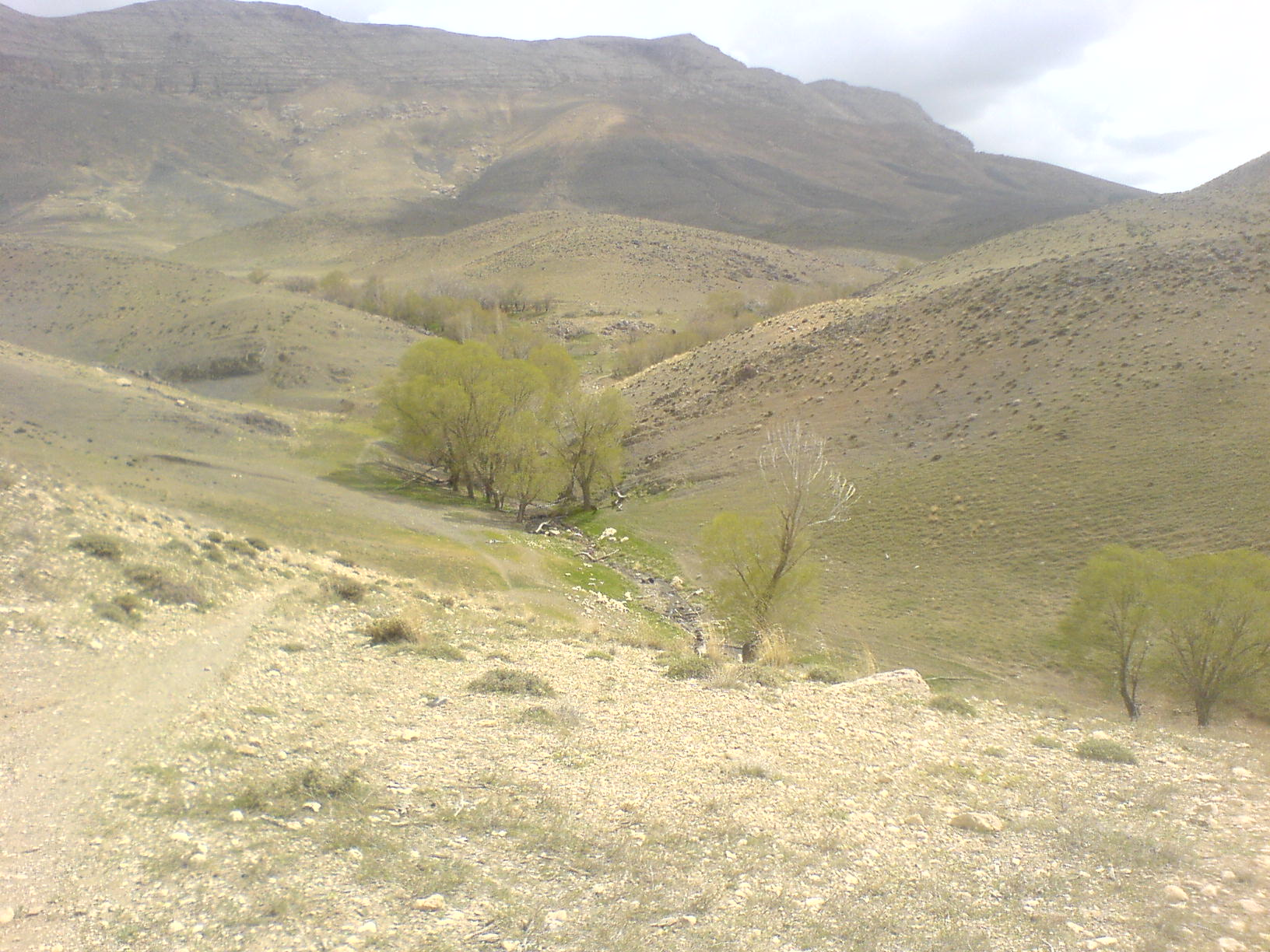
حسین بلاغی
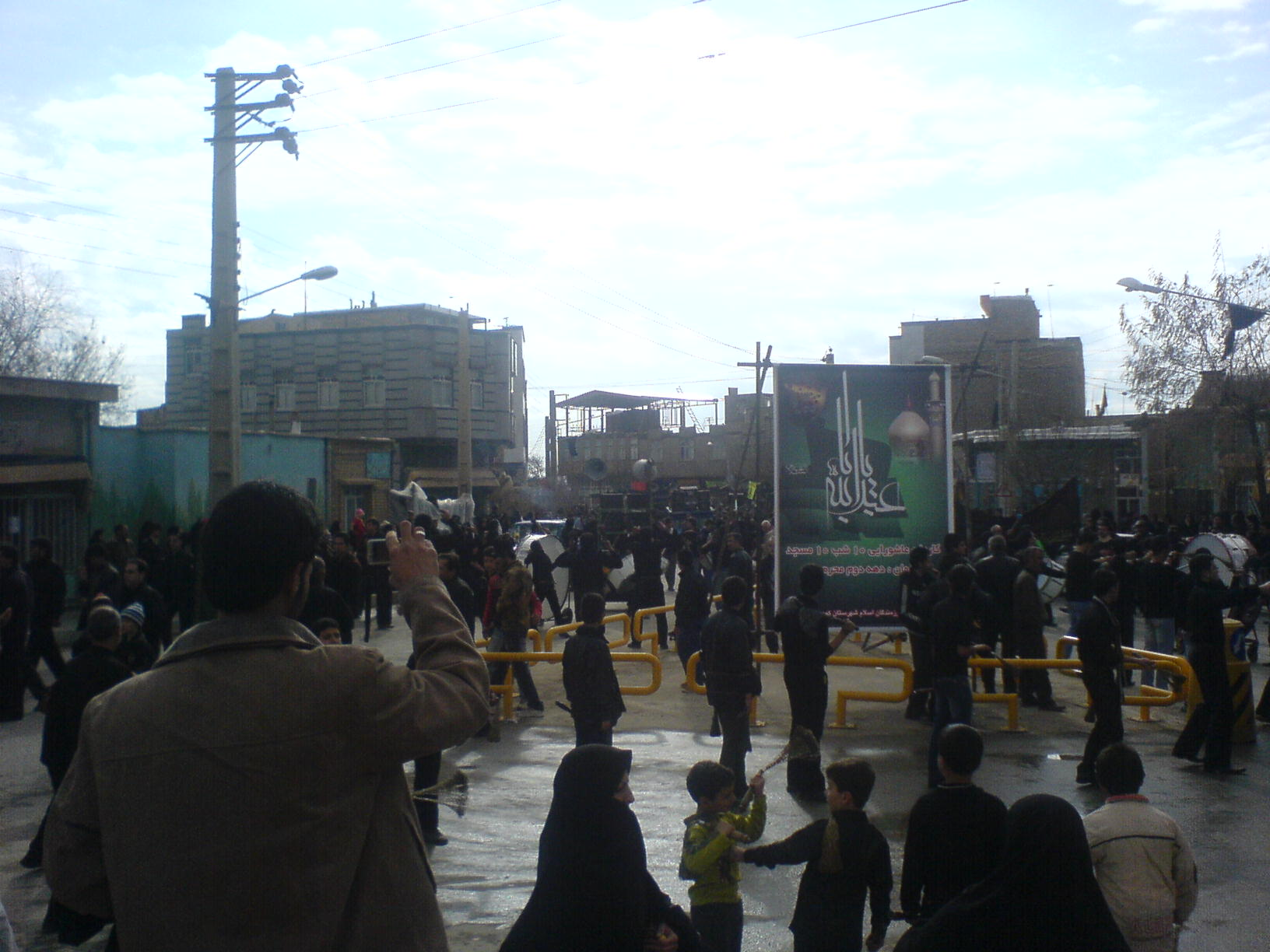
هیئت مذهبی کمیجان
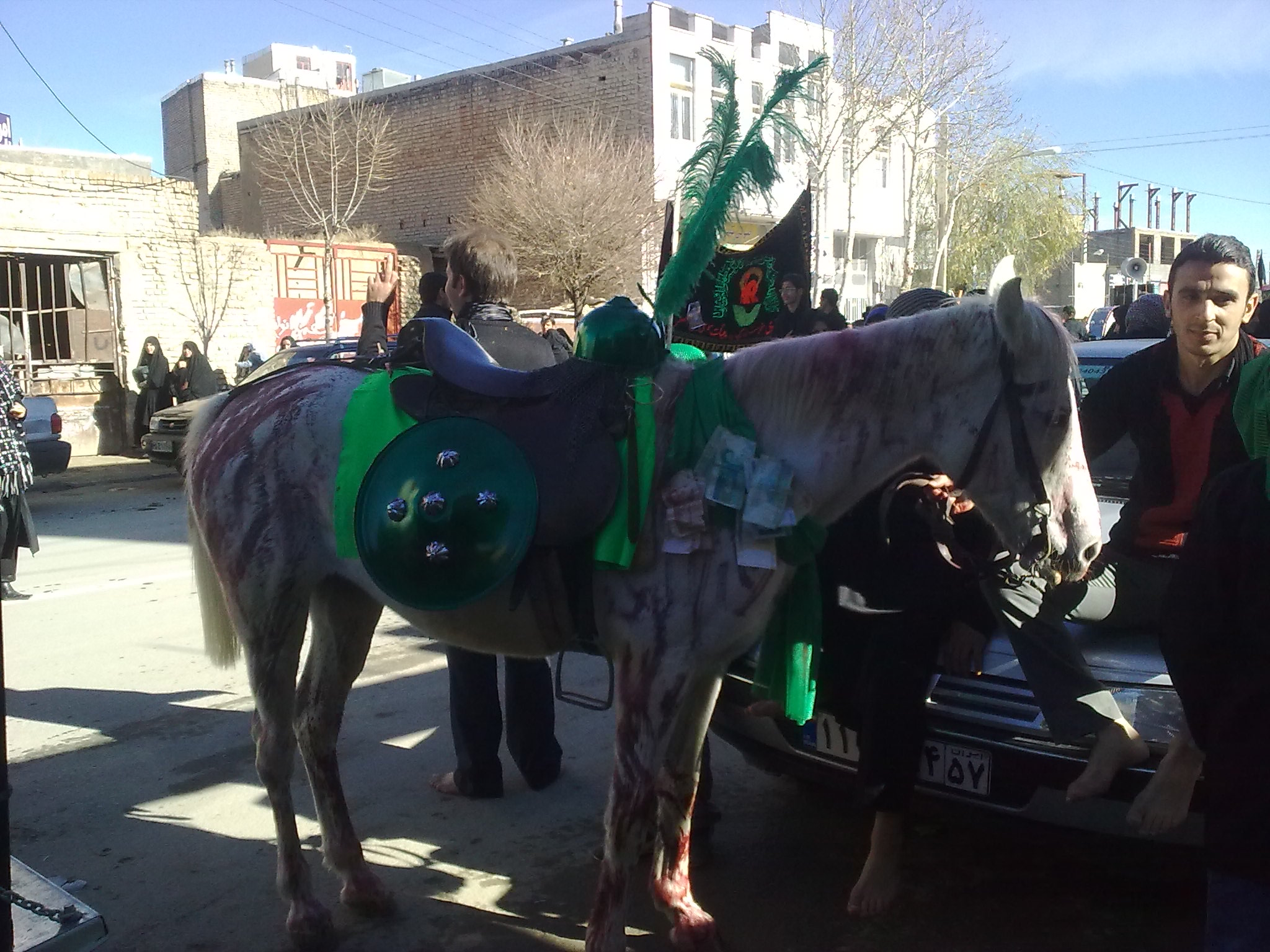
اسب زخمی در روز عاشورا
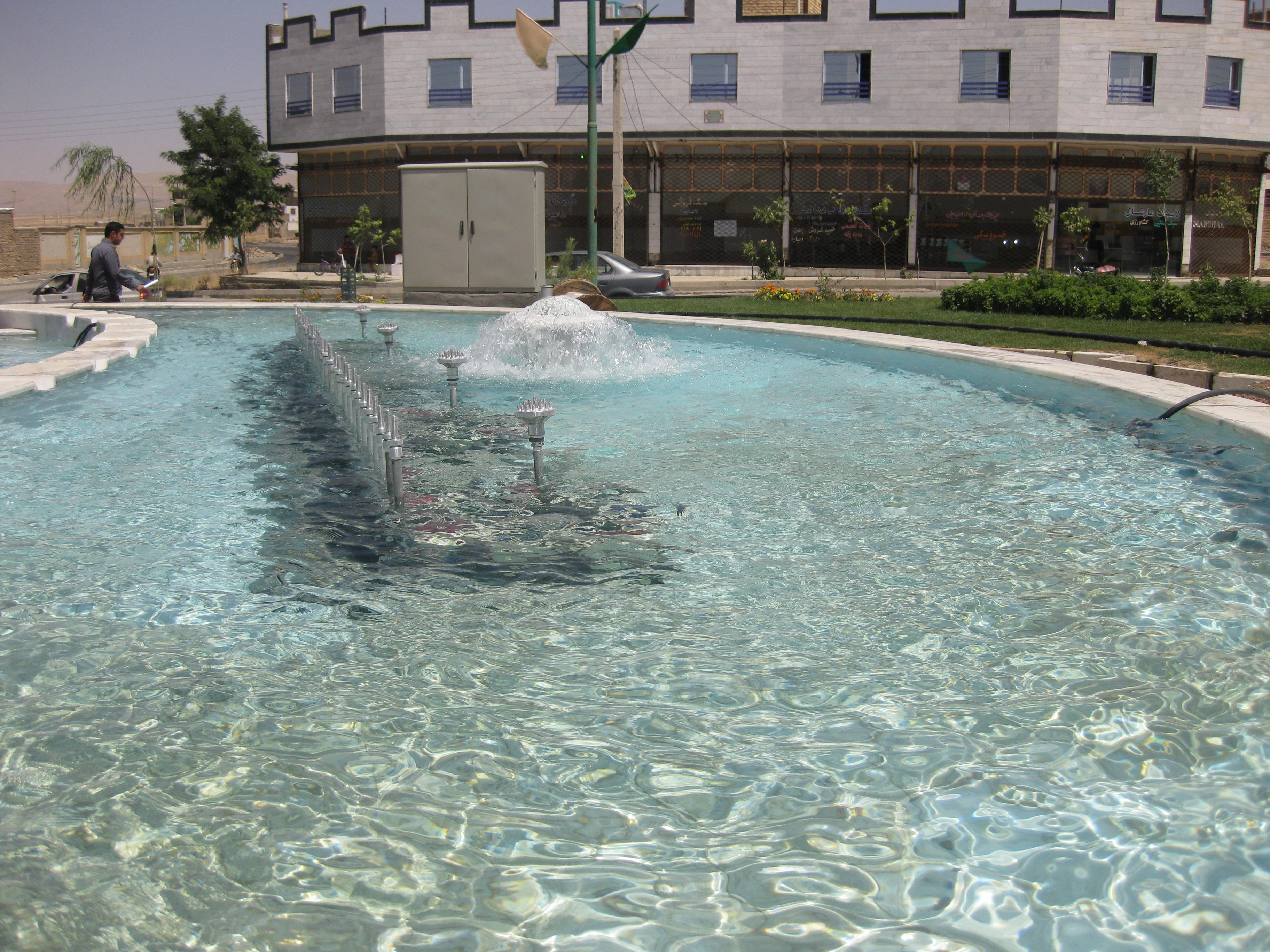
میدان شهرداری با فواره‌های زیبا
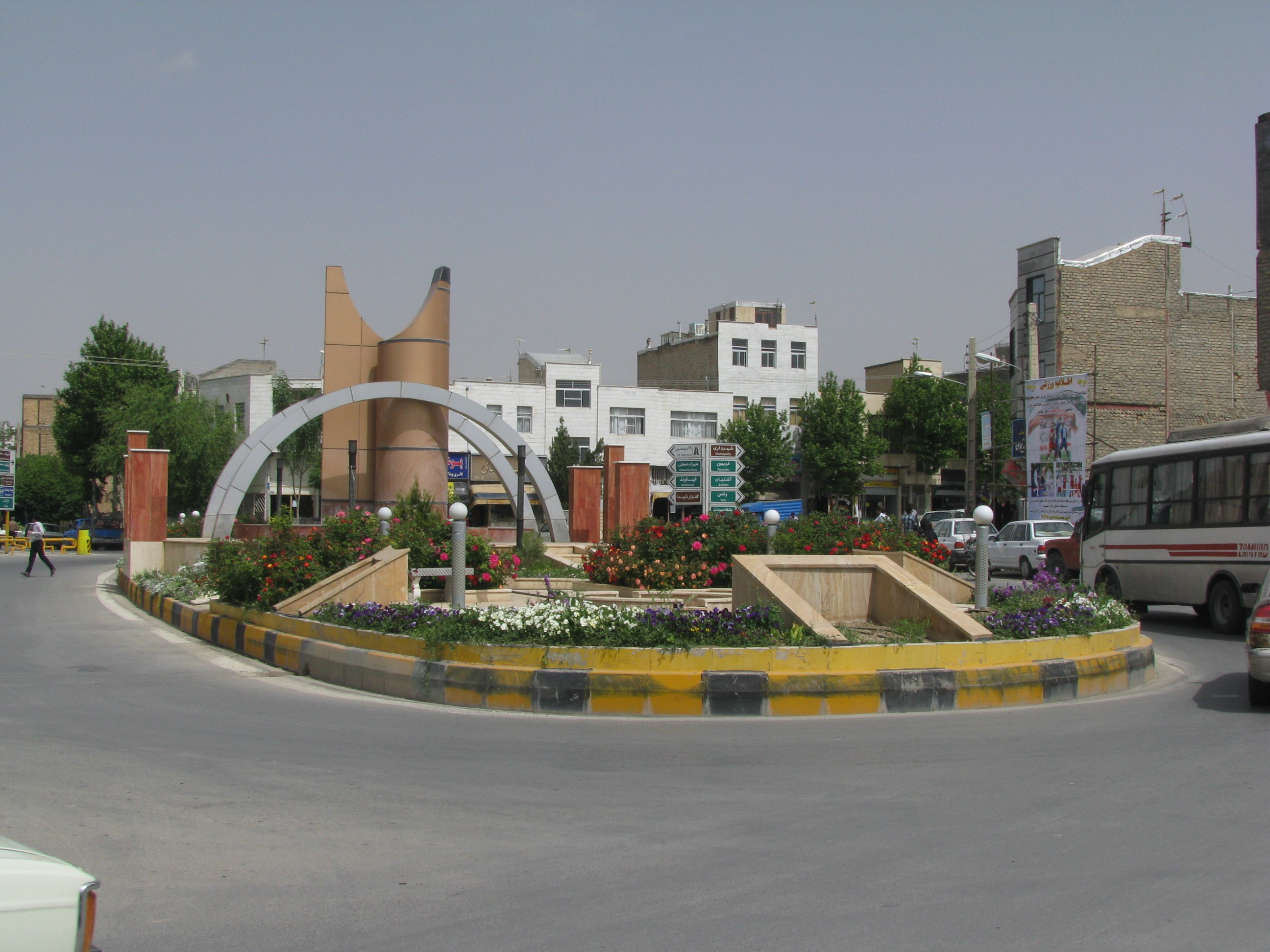
میدان معلم
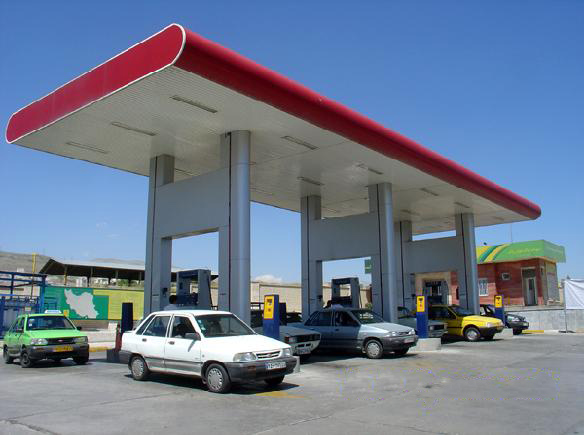
جایگاه cng کمیجان
نمای کامل کمیجان در گوگل مپ
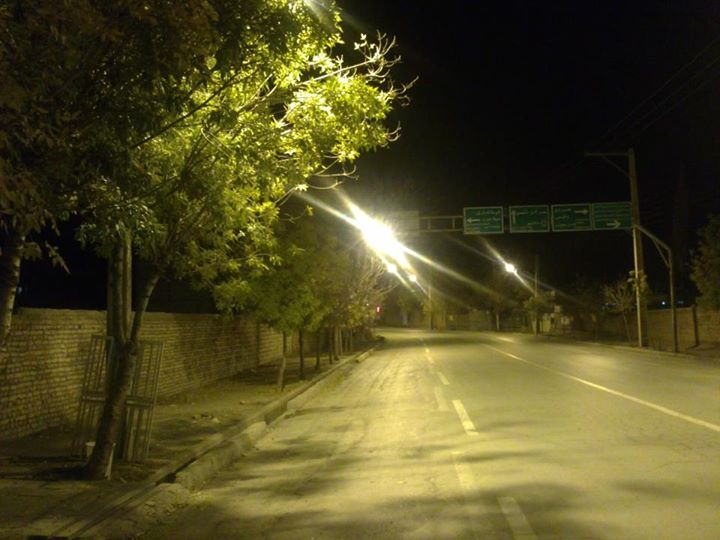
خیابان امام در شب